# Odontorchilus branickii
Troglodyte de Branicki
Espèce
Statut de conservation UICN

LC : Préoccupation mineure
Le Troglodyte de Branicki (Odontorchilus branickii) est une espèce d'oiseau de la famille des Troglodytidae.

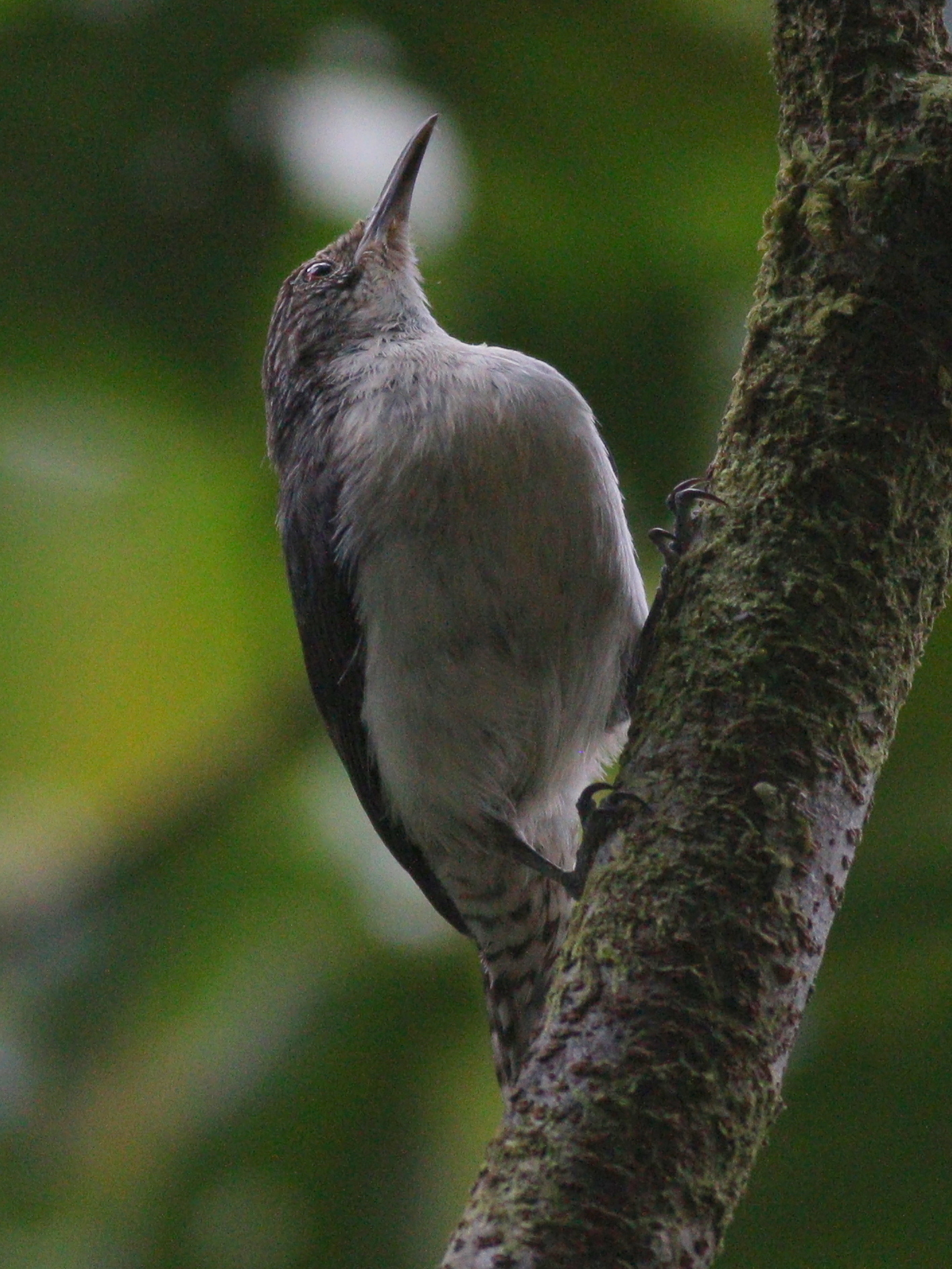

## Distribution et habitat
Ce taxon se rencontre en Bolivie, en Colombie, au Pérou, et en Équateur, dans les forêts subtropicales ou tropicales humides de montagne.

## Liste des sous-espèces
Selon GBIF (20 août 2023) :
- Odontorchilus branickii subsp. branickii
- Odontorchilus branickii subsp. minor (Hartert, 1900)

## Systématique
Le nom valide complet (avec auteur) de ce taxon est Odontorchilus branickii (Taczanowski & Berlepsch, 1885).
Ce taxon porte en français le nom vernaculaire ou normalisé suivant : Troglodyte de Branicki.